# Телефобия
Телефобия (телефонофобия, телефонная фобия, боязнь телефона) — дискомфорт или страх перед совершением и/или приёмом телефонных звонков, буквально «боязнь телефонов». Считается разновидностью социальной фобии или социальной тревожности. Существует связь со страхом публичных выступлений, поскольку и то, и другое возникает из-за необходимости взаимодействовать с аудиторией и связанного с этим страха быть подвергнутым критике, осуждению или обману.
Как и в случае с другими страхами и фобиями, существует широкий спектр серьезности страха перед телефонными разговорами и соответствующими трудностями. В 1993 году сообщалось, что около 2,5 миллионов человек в Великобритании страдали телефонной фобией. Опрос офисных работников в Великобритании в 2019 году показал, что 40 % бэби-бумеров и 70 % миллениалов испытывают тревогу, когда звонит телефон.
Существует также более низкая степень телефонной фобии, при которой пациенты испытывают тревогу по поводу использования телефона, но в менее серьезной степени, чем при настоящей фобии.
Больные могут не испытывать трудностей при общении лицом к лицу, но испытывают проблемы при общении по телефону.

## Причины
Страх ответа на звонки может варьироваться от страха перед мыслями о телефонных звонках до страха перед фактическим телефонным звонком. Звонок может вызвать череду тревог, характеризующихся мыслями, связанными с необходимостью говорить. Больные могут воспринимать человека на другом конце как угрозу.
Страх совершения телефонных звонков может быть связан со сложностью найти подходящее время для звонка из-за опасения причинить неудобства. Больной, звонящий в дом или офис, в котором он знает несколько человек, может быть обеспокоен перспективой того, что не узнает голос человека, который примет звонок, что приведет к замешательству. Некоторые больные могут беспокоиться о том, что им придется «выступать» перед реальной или предполагаемой аудиторией по их сторону телефонной трубки: это частная проблема для тех, кто вынужден пользоваться телефоном на рабочем месте.
Страх использовать телефон в любом контексте (для совершения или приема звонков) может быть связан с беспокойством по поводу плохого качества звука и опасениями, что одна или другая сторона не поймет сказанное, что приводит к недопониманию и прочим неловкостям. Эти страхи часто связаны с отсутствием сопровождения языка тела при разговоре по телефону, а также с опасением потерять чувства контроля Больные обычно сообщают о страхе, что они не смогут должным образом ответить или обнаружат, что им нечего ответить, что приведёт к неловкому молчанию. Опыт прошлых звонков, например получение травмирующих новостей или неприятный и гневный звонок, также может сыграть определенную роль в развитии фобии.

## Симптомы
Фобия телефонных звонков вызывает множество симптомов, напоминающих симптомы тревоги. Симптомы включают раздражение желудка, вспотевшие ладони, учащение сердцебиения, одышку, сухость во рту и дрожь. Больной может испытывать чувства паники, страха и ужаса. Как результат, могут возникать панические атаки, приводящие к гипервентиляции. Эти симптомы могут возникать как перед непосредственно телефонным звонком, так и из-за мыслей о предстоящем звонке.

## Последствия
Телефон важен как для связи с другими людьми, так и для доступа к важным и полезным услугам. В результате эта фобия вызывает сильный стресс и влияет на личную, рабочую и социальную жизнь людей. Больные стараются избегать многих действий, требующих осуществления телефонных звонков. На рабочем месте создаётся напряжение, потому что использование телефонов обычно играет важную роль в рабочей жизни.

## Стратегии преодоления и избегания
Стратегии преодоления фобии могут содержать планирование сценариев диалога, репетиции, создание текстовых заметок с репликами. Больной может уединиться для совершения телефонного разговора, если он подвержен страху подслушивания.
Связанное с этим поведение избегания может включать в себя просьбу к сожителям отвечать на входящие телефонные звонки или использование исключительно автоответчика. Рост использования электронных текстовых сообщений (Интернет, электронная почта и обмен текстовыми сообщениями) предоставил многим больным альтернативные средства связи, которые они могут найти значительно менее стрессовыми, чем телефон. В то же время представители молодого поколения, выросшие с помощью цифровых технологий, все чаще находят как осуществление, так и прием телефонных звонков «навязчивыми», предпочитая самостоятельно выбирать средства коммуникации, которые позволяют им «участвовать в разговоре в выбранном [ими] темпе». В опросе 2019 года 61 % британских офисных работников миллениалов сообщили, что они «демонстрируют физическое поведение, вызванное тревогой, когда они единственные в офисе и звонит телефон».
Больным может быть полезно объяснить природу фобии своим знакомым, чтобы отказ от ответа на звонки не был неверно истолкован как грубость или нежелание общаться.

## Лечение
Подобные фобии обычно можно лечить с помощью различных видов терапии, включая когнитивно-поведенческую терапию (КПТ), психотерапию, поведенческую терапию и экспозиционную терапию.
Практика может сыграть важную роль в преодолении страха. Больным может быть полезно увеличить использование телефона в медленном темпе, начиная с простых звонков и постепенно повышая свой уровень. Например, им может быть проще начать с автоматических звонков, после чего перейти к разговорам с семьей и друзьями, а затем еще больше увеличить как продолжительность разговоров, так и круг людей, с которыми ведутся разговоры.